# Discografie van K3

## Albums
| Titel                      | Jaar van uitgave | Singels |
| -------------------------- | ---------------- | --- |
| Parels                     | 1999             | Wat ik wil, Heyah mama, Yeke yeke, I love you baby, Op elkaar (remix 2000)                                                              |
| Alle Kleuren               | 2000             | Alle kleuren, Yippee yippee, Oma's aan de top, Leonardo, Hippie shake                                                                   |
| Tele-Romeo                 | 2001             | Tele-Romeo, Mama's en papa's, Je hebt een vriend, Blub, ik ben een vis                                                                  |
| Verliefd                   | 2002             | Feest, Papapa, Verliefd |
| Oya Lélé                   | 2003             | De 3 biggetjes, Oya lélé, Frans liedje, Hart verloren                                                                                   |
| De wereld rond             | 2004             | Liefdeskapitein, Superhero, Zou er iemand zijn op Mars?                                                                                 |
| Kuma he                    | 2005             | Kuma he, Borst vooruit |
| Ya ya yippee               | 2006             | Ya ya yippee, Dokter dokter |
| Kusjes                     | 2007             | Kusjesdag, Je mama ziet je graag |
| MaMaSé!                    | 2009             | MaMaSé!, Verliefd |
| Eyo!                       | 2011             | Hallo K3, Dubbeldekkertrein, Eyo! |
| Engeltjes                  | 2012             | Waar zijn die engeltjes? |
| Loko le                    | 2013             | Koning Willem-Alexander, Eya hoya!, Loko le                                                                                             |
| 10.000 luchtballonnen      | 2015             | 10.000 luchtballonnen, Jodelee, MaMaSé!, Oya lélé, Kus van de juf, Als het binnenregent, Kusjessoldaten, Jij bent de bom!, Alle kleuren |
| Ushuaia                    | 2016             | De wereld van K3, Ushuaia, Love Boat Baby, De aarde beeft, Play-O, Aliyee                                                               |
| Love Cruise                | 2017             | Pina Colada, Liefde is overal, Disco oma                                                                                                |
| Roller Disco               | 2018             | Whoppa!, Luka Luna, Roller Disco |
| Dromen                     | 2019             | Land van de regenboog, Heyah mama 2.0, Jij bent mijn Gigi, Altijd blijven dromen, Jij bent mooi                                         |
| Dans van de farao          | 2020             | Bubbel, Bikini vol zand, Dans van de farao, Piramide van liefde                                                                         |
| Waterval                   | 2021             | Waterval, Tjikke boem |
| Vleugels                   | 2022             | Nooit meer oorlog, Mango Mango, Vleugels, Visje in het water                                                                            |
| Het lied van de zeemeermin | 2024             | Fata Morgana, Zomer van liefde, Het lied van de zeemeermin                                                                              |

## Specials en verzamelalbums
| Titel                           | Jaar van uitgave | Opmerkingen |
| ------------------------------- | ---------------- | --- |
| Parels 2000                     | 2000             | Een album met 2 cd's. De tweede cd bevat 5 geremixte liedjes.                                                                                           |
| Heyah mama                      | 2000             | Album met Engelse en Afrikaans-talige nummers. |
| Alle Kleuren (Limited Edition)  | 2000             | Karaokeversies van 'Alle kleuren', 'Hippie shake', 'Oma's aan de top', en Yippee yippee'. Inclusief nieuwe nummers: 'Stapelgek' en 'Ster aan de hemel'. |
| 30 hits in een box              | 2001             | Een combinatie van Parels 2000 en Alle Kleuren (Limited Edition).                                                                                       |
| Tele-Romeo (Limited Edition)    | 2002             | Inclusief de single 'Toveren' uit de musical. 5 karaokenummers van 'Blub, ik ben een vis', 'Je hebt een vriend', 'Mama's en papa's' en 'Tele-Romeo'.    |
| Doornroosje                     | 2002             | Nummers uit de musical Doornroosje. |
| De 3 Biggetjes                  | 2003             | Musical-album van De 3 Biggetjes. |
| 5 jaar - hun grootste hits!     | 2004             | Ter ere van het vijfjarige jubileum van K3. |
| Vakantiehits                    | 2005             | |
| K3 en het IJsprinsesje          | 2006             | Soundtrack-EP met muziek uit de film K3 en het IJsprinsesje                                                                                             |
| Vakantiehits vol. 1             | 2008             | |
| Vakantiehits vol. 2             | 2009             | Laatste verzamelalbum met de originele samenstelling van K3.                                                                                            |
| Alice in Wonderland             | 2011             | De liedjes uit de musical Alice in Wonderland. |
| Vakantiehits                    | 2012             | Eerste verzamelalbum met Josje. |
| 15 jaar - De 60 grootste hits!  | 2013             | 4-disk album. Bevat zowel nummers met Josje als Kathleen.                                                                                               |
| Het beste van K3                | 2015             | Laatste verzamelalbum met de tweede bezetting. |
| 20 jaar K3                      | 2019             | Ter ere van het twintigjarige bestaan van K3. |
| K3 Toppers                      | 2020             | Ook uitgebracht op vinyl. |
| Dromenshow Live                 | 2021             | Het enige live-album in formatie (Hanne, Marthe en Klaasje) en het eerste live-album van K3.                                                            |
| K3 Karaoke vol. 1 t/m vol. 7    | 2021             | 7 karaoke-albums met 5 tot en met 16 verschillende karaoke liedjes van K3.                                                                              |
| Kom erbij! - Live               | 2022             | Eerste live-album in formatie (Hanne, Marthe en Julia) en het tweede in totaal.                                                                         |
| Liefde Voor Muziek 2023         | 2023             | Verzamelalbum met enkele nummers van het negende seizoen, waaronder enkele covers van K3.                                                               |
| De grootste hits uit 25 jaar K3 | 2023             | Ter ere van het vijfentwintigjarige bestaan van K3. Ook uitgebracht op twee vinyl's.                                                                    |
| De 3 Biggetjes                  | 2023             | Musical-album van De 3 Biggetjes, ingezongen door de 2024-cast.                                                                                         |
| Liefde Voor Muziek 2024         | 2024             | Verzamelalbum met enkele nummers van het tiende seizoen, waaronder enkele covers van K3.                                                                |
| Zomerhits                       | 2024             | Verzamelalbum met zomerhits, gezongen door elke formatie.                                                                                               |
| Sinterklaasliedjes met K3       | 2024             | Verzamelalbum met 10 Sinterklaas-nummers. |
| Kerstliedjes met K3             | 2024             | Verzamelalbum met 5 Kerst-nummers. |
| K3 in Ahoy 2005                 | 2025             | Een live-album in de originele formatie (Karen, Kristel en Kathleen) door de aankomende reünieconcerten in najaar 2025 en voorjaar 2026.                |

## Niet uitgebracht op album
| Titel                                   | Jaar van uitgave | Opmerkingen                                                        |
| --------------------------------------- | ---------------- | ------------------------------------------------------------------ |
| De Revolutie!                           | 2008             | Laatste single met Kathleen. Ook te vinden in Vakantiehits vol. 2. |
| K3 Kan Het                              | 2014             | Gebruikt voor het televisieprogramma K3 Kan Het!.                  |
| K3 Loves You                            | 2015             | Afscheidssingle van Karen, Kristel, en Josje.                      |
| Hoor De Wind Waait Door De Bomen        | 2016             | Te vinden op De Leukste Studio 100 Sinterklaasliedjes.             |
| Slot Marsepeinstein                     | 2016             | Te vinden op De Leukste Studio 100 Sinterklaasliedjes.             |
| Kerstmis in m'n hart                    | 2017             | Te vinden op De Leukste Studio 100 Kerstliedjes.                   |
| 10.000 luchtballonnen (#SamenK3 versie) | 2021             | Speciale versie van hit-single 10.000 luchtballonnen.              |
| Beter als je danst                      | 2021             | Laatste single met Klaasje.                                        |
| Oya Lélé                                | 2022             | Versie met Julia, te vinden op Studio 100 Toppers 2.               |
| Iliake                                  | 2025             | Single met Nora Gharib.                                            |
| Goden                                   | 2025             | Vierde zomersingle met Julia.                                      |